# 求生性行為
求生性行為（英語：Survival sex）是一個指因极端需求而必須從事性交易行為的術語。主要描述那些在社會中處於无家可归或其他不利处境，而必須用性交易換取食物、金錢、棲身之處等其他基本需求者，也可能是由於药物的需求。這個术语同常被性交易、贫穷研究領域和人道援助工作者所使用。
一些學者認為人之所以會有賣淫的動機，是因為對性行為很熟悉，特別是那些兒童性虐待的受害者。 而另一些學者則認為，雖然性交易被部分群體認為是一項正常的工作，但絕大多數從業者還是會希望能夠擺脫這個行業，因為其潛在的疾病和其他風險。

## 動機
一些研究人員指出，流浪兒並非總是將求生性行為視為一種剝削性的行為；相反的，他們有時將求生性行視為一種「開始潛在關係」的特徵。參與求生性行為最強的預測因子是過去遭到成年照顧者性虐待的歷史。一些研究人員認為，比起絕望，流浪兒的求生性行為更可能來自於複製親友的行為或關係模式。
另一些研究人員則認為人只會在沒有其他選擇的情況下進行求生性行為。心理學家與反賣淫作家梅利莎・法利（Melissa Farley）在紐約時報的投書中表示，賣淫幾乎總是強制性，並且缺乏完全同意。她並認為這是個大議題，不只是簡單的買賣雙方不平等，也不只是健康與安全風險的問題。法利指出，女性很少有可行的替代方案，去支付自己與親人的基本需求開銷。並且認為女性擁有「工作選擇權」也是不道德的，因為這很可能會傷害那些在心理、經濟等各方面非常脆弱的女性。 法利認為，對於想要生存的女性來說，賣淫經歷可能會帶來創傷，女性並在其中被視為一個「用來自慰的物體」。她並指出，為買春付出最多的男人通常對女性最暴力。
法利認為只有少數的妓女能夠自由選擇，她估計這樣的女性可能只有5%。並且許多從事賣淫與外送服務（escort services）的女性是兒童性虐待的受害者。法利同時指出，絕大多數的妓女都希望離開性交易的產業。鮑勃・赫伯特（Bob Herbert）在紐約時報的投書中有類似的觀點，他指出：「任何認為妓女會想待在那裡的人，肯定是受了蠱惑⋯⋯在妓女的世界，通常到處都是皮條客、虐待狂、精神病患者、吸毒者、暴力罪犯和疾病」。